# 別爾卡基特
别尔卡基特（羅馬化：Berkakit）是俄罗斯萨哈共和国的市级镇，属涅留恩格里区，在区行政中心涅留恩格里南偏东约7（4.3英里）处，在共和国首府雅库茨克南偏西方向。
该地2021年人口有3,521人；2010年人口4,291；2002年人口4,925；1989年人口9,031。